# آدرین کلارکسون
آدرین کلارکسون (انگلیسی: Adrienne Clarkson؛ زادهٔ ۱۰ فوریهٔ ۱۹۳۹) یک روزنامه‌نگار، رمان‌نویس و نویسنده اهل کانادا است. او بین سال‌های ۱۹۹۹ تا ۲۰۰۵ فرماندار کل کانادا بود.